# Anleo
Anleo (Anlleo en gallego de Asturias) es una parroquia del concejo asturiano de Navia, en España, y una aldea de dicha parroquia.
El templo parroquial está dedicado a San Miguel. Alberga una población de 554 habitantes y ocupa una extensión de 12,81 km². Esta parroquia dispone de un área recreativa.
La aldea de Anleo se encuentra a una altitud de 130 m y dista 5,8 km de la villa de Navia, capital del concejo.
La obra arquitectónica que gobierna este pequeño pueblo es el palacio de Anleo, el cual actualmente se encuentra en proceso de rehabilitación. Tiene forma de L. Su origen se remonta al siglo XIII y dio cobijo a San Francisco de Asís en su peregrinar a Santiago de Compostela. Fue pasto de las llamas en un incendio en 1520; se reconstruyó y se volvió a edificar en 1704. En la actualidad se puede apreciar el carácter monumental que tuvo, con sus torres cuadradas enmarcando la fachada. Tres torres de distinta altura: dos de ellas almenadas, con pináculos rematados en bolas y gárgolas de desagüe en los ángulos; una tercera, cuadrada —que tuvo cubierta de pizarra a 4 vertientes— con saeteras en la planta baja, puerta en arco de medio punto y ventanas adinteladas y una de ellas geminada (partida, dividida). Fachada principal compuesta por un cuerpo longitudinal flanqueado por dos torres cuadradas. Los pisos se separan por impostas (franjas) de cantería. Zócalo resaltado en la zona inferior. Puerta con marco moldurado en el centro.
Como nota curiosa, en Anleo se sitúa la central de Reny Picot, importante empresa de productos lácteos que ocupa más espacio que el propio pueblo.

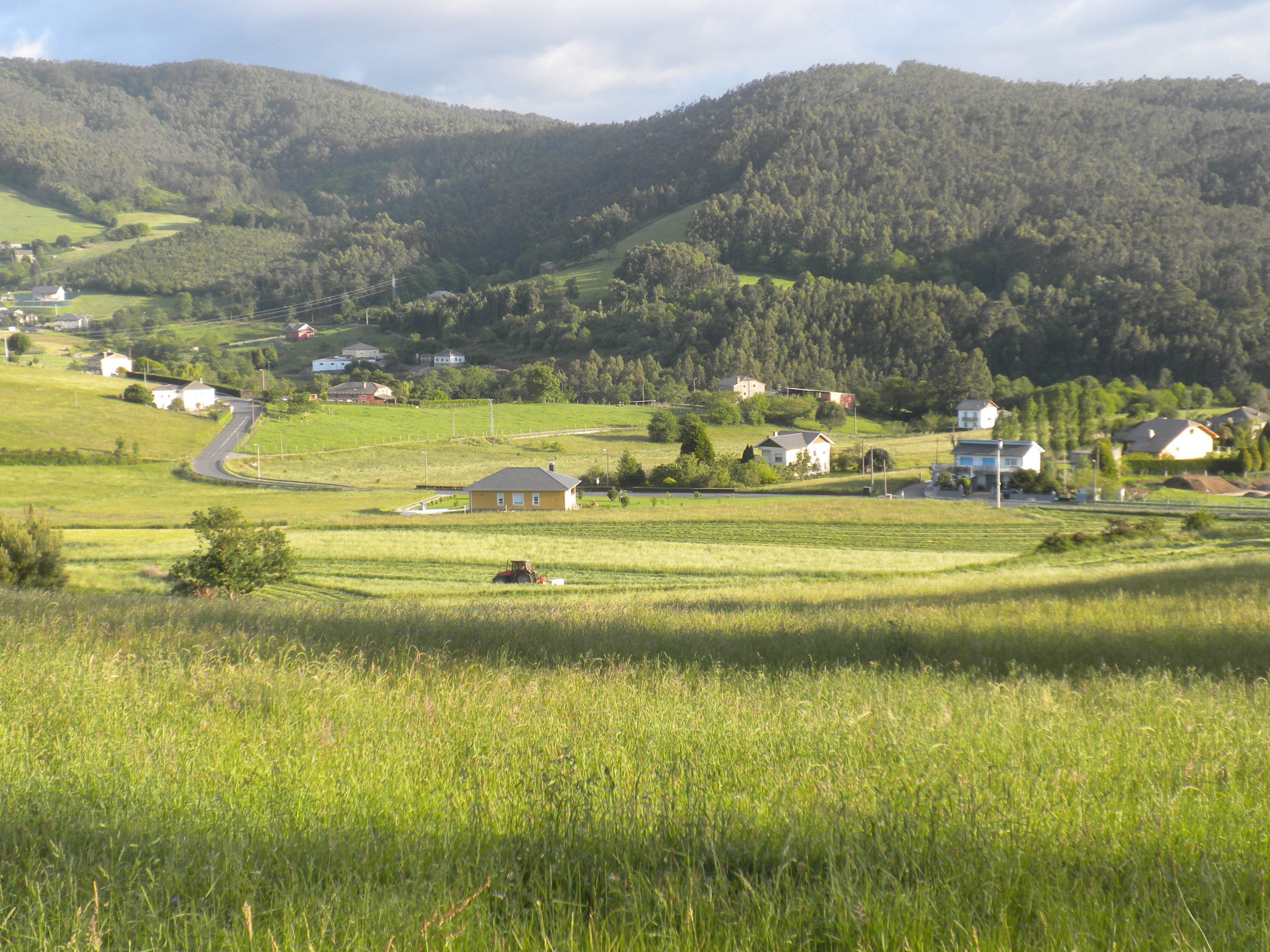
Vista parcial de Omedo

## Poblaciones
Según el nomenclátor de 2012, la parroquia comprende las siguientes entidades de población:
| Topónimo (id. tradicional)     | Categoría histórica | Población empadronada (2012) | Viviendas (2001) | Altitud | Distancia a la capital (m) |  |
| ------------------------------ | ------------------- | ---------------------------- | ---------------- | ------- | -------------------------- |  |
| Anleo (Anlleo)                 | aldea               | 325 hab.                     | 113              | 130 m   | 5,8 km                     |  |
| Braña del Río (La Braña'l Ríu) | aldea               | 13 hab.                      | 7                | 360 m   | 8,4 km                     |  |
| Cacabellos                     | aldea               | 54 hab.                      | 24               | 60 m    | 5,0 km                     |  |
| Las Murias                     | casería             | 25 hab.                      | 7                | 160 m   | 8,0 km                     |  |
| Piquera (Piqueira)             | casería             | 21 hab.                      | 9                | 50 m    | 3,2 km                     |  |
| Sante                          | lugar               | 116 hab.                     | 43               | 60 m    | 4,0 km                     |  |